# Облачения
Облаче́ния — священные одежды, в которых православные священнослужители, церковнослужители и монашествующие совершают богослужение. 
Эти одежды имеют духовное значение, то есть означает в духовном смысле вретище, напоминают о хламиде, смирении Спасителя и тому подобное, а также являются символами благодатных дарований, и без них священнослужитель совершать таинства не должен. Кроме того, облачением называют сам процесс ритуального надевания облачений перед началом совершения личного и общественного богослужения. К облачениям относятся также освящённые предметы, используемые вместе со священными одеяниями, например: наперсный крест, панагия, чётки, омофор, орарь, епитрахиль, палица, набедренник.

## Повседневное облачение
Некоторые облачения должны носиться всеми клириками и монахами постоянно — не только в храме, но и в общественных местах, и даже у себя дома: подрясник (старое название кафтан), подпоясанный пояском, а сверху рясу и скуфью. Кроме перечисленного, архиереям положено всегда носить панагию, а священникам — наперсный крест. На богослужениях и официальных мероприятиях священники и диаконы, награждённые камилавками, должны присутствовать в них — надевать вместо скуфьи, а монашествующие — во всех своих монашеских облачениях. В некоторых монастырях монахи даже тяжёлые хозяйственные послушания выполняют в рабочих подрясниках, а спать в постель ложатся, надевая уже чистые лёгкие подрясники, чтобы и во сне в стесняющем телодвижения облачении непрестанно ощущать себя пред Богом. Также нежелательно монаху снимать с себя параман.

## Богослужебные облачения

### Неполное богослужебное облачение
Некоторые таинства архиереи и священники могут совершать без фелони (саккоса), а также без стихаря (подризника, подсаккосника). Здесь священники надевают только подрясник, поясок, рясу, епитрахиль, поручи и фелонь (иногда также скуфью, камилавку или митру). Архиереи аналогично надевают только епитрахиль, поручи, саккос (вместо саккоса может быть фелонь), митру и малый омофор. На требах и молебнах, священник обычно надевает только епитрахиль и поручи, архиерей аналогично надевает подрясник, поясок, рясу, мантию, епитрахиль, поручи и омофор.
Для диакона в Русской церкви нет различия между полным облачением и неполным, так как диакон на всех службах облачается в стихарь, орарь и поручи. В Греческих церквах неполное облачение диакона — орарь, скрещенный на груди поверх подрясника и поручи. В некоторых странах с жарким климатом стихарь (подризник, подсаккосник) надевается прямо поверх мирской одежды без подрясника.
У иподиакона богослужебным облачением также всегда являются стихарь и стихарный пояс (в современной практике, используется орарь, перекрещенный на груди), у чтеца — только стихарь, а у свещеносца — малый фелонь.
Перед каждым надеванием богослужебных облачений должно быть благословение служащего архиерея или одного из присутствующих в храме священников.

### Полное богослужебное облачение
Полное богослужебное облачение все священники и архиереи надевают только при совершении Литургии, при этом они (или им) читают (или поют) особые молитвы на каждое облачение. Эти молитвы можно найти в служебнике (или в Чиновнике архиерейского священнослужения).
В некоторых других торжественных богослужениях полное облачение надевает только священник, возглавляющий богослужение — предстоятель. Чаще всего им является настоятель храма. К таким торжественным случаям относятся:
- Великое водосвятие в Богоявленский Сочельник и в сам праздник Богоявления 5 (18) января и 6 (19) января
- Вынос Креста после Великого славословия на 3-ю (Крестопоклонную) неделю Великого поста и в праздники Происхождения (Изнесения) честных древ 1 (14) августа и Воздвижения Животворящего Креста Господня 14 (27) сентября
- Вынос плащаницы на вечерне Великой Пятницы
- Чин погребения Спасителя на утрене Великой Субботы
- Великая вечерня в день Пасхи вечером
- Великая вечерня с чтением коленопреклоненных молитв в День Святой Троицы
- Чин погребения Божией Матери на праздник Успения

Для священника полным облачением является подризник, поручи, епитрахиль, пояс, фелонь, наперсный крест, а также награды, коими могут быть набедренник, камилавка, палица, митра. Для архиерея полным облачением является подрясник, поясок, подризник (подсаккосник), поручи, епитрахиль, пояс, саккос, палица, омофор, панагия, крест, митра-корона.

## Список облачений с иллюстрациями
| Наименование                                              | Иллюстрация | Носитель | Описание |
| --------------------------------------------------------- | ----------- | --- | --- |
| Аграф                                                     |             | | Застёжка или пряжка на одежде. Служит для скрепления фелони, пояса. |
| Аналав, параманд                                          |             | Монахи-великосхимники | Четырёхугольный плат, перевязь, покрывающая спину, плечи и грудь накидку с изображением креста и других орудий страстей Христовых и с вышитыми словами молитвы.                                        |
| Апостольник                                               |             | Монахини | Головной платок с вырезом для лица, ниспадающий на плечи и покрывающий равномерно грудь и спину. |
| Вериги, цепи                                              |             | Монахи | Металлические тяжести. |
| Власяница, хитон                                          |             | Монахи | Длинная нижняя рубашка из простой ткани. |
| Епитрахиль                                                |             | Священники, епископы | Длинная широкая лента, надеваемая на шею, которая свешивается почти до земли. В виде двух отдельных полос. У священника украшена узором из шести крестов (по числу таинств).                           |
| Жезл, посох                                               |             | Патриархи, епископы, настоятели/наместники монастырей (обычно игумены или архимандриты)                                                                  | Палка. |
| Запон                                                     |             | Священники, епископы | Подпоясываемый фартук и нарукавники. Надеваются во время освящения храма. |
| Звонцы                                                    |             | Архиереи | Металлические пуговицы в виде колокольчиков на саккосе. |
| Камилавка                                                 |             | Протоиереи, иереи, протодиаконы, архидиаконы тёмно-синего или фиолетового цветов, иеродиаконы — чёрного цвета, и только во время совершения богослужений | Головной убор в виде перевёрнутого усечённого конуса. |
| Клобук                                                    |             | Монахи, в том числе архиереи | Камилавка с пришитой к ней фатой. |
| Крест наперсный                                           |             | Священники и архиереи | Металлический крест на цепи, надеваемой на шею так, чтобы крест располагался на уровне груди. |
| Куколь                                                    |             | Патриархи, схимники, монахини | Шапочка в виде полусферы, со прикреплённой, как у клобуков, фатой. |
| Мантия, паллий                                            |             | Епископы, архимандриты, монахи | Длинная, без рукавов, накидка до земли с застёжкой только на вороте. Надевается поверх рясы. |
| Митра                                                     |             | Епископы, архимандриты, протоиереи (удостоенные данной награды)                                                                                          | Корона с иконами. |
| Набедренник                                               |             | Священники | Продолговатый прямоугольный плат на длинной ленте, который носят на правом бедре под фелонью, а при наличии палицы — на левом.                                                                         |
| Омофор                                                    |             | Епископы | Широкая лента с изображением креста, которую надевают на плечи поверх других одеяний. Один конец ниспадает спереди, а второй сзади.                                                                    |
| Оплечье                                                   |             | | Носят поверх саккосов, фелоней и стихарей. Накладываемая на плечи жёсткая и высокая деталь, имеющая форму трапеции.                                                                                    |
| Орарь                                                     |             | Диаконы, иподиаконы | Длинная узкая лента из парчи или другой цветной материи. Носят поверх стихаря на левом плече, где он крепится петлёй за пуговицу, а концы свободно свисают.                                            |
| Орлец                                                     |             | Подстилают под ноги архиереев | Круглый коврик с вышитым изображением орла, парящего над городом. |
| Палица                                                    |             | Епископы, архимандриты, протоиереи (удостоенные данной награды)                                                                                          | Плат в виде ромба, который вешается за один угол поверх саккоса под фелонью на правом бедре. |
| Панагия, Энколпион (нагрудник)                            |             | Епископы | Драгоценная круглая икона, образующая небольшой ковчежец с цепочкой. Для торжественного переноса архиереем на своей груди частиц святых мощей в освящаемый храм.                                       |
| Параман                                                   |             | Монахи малой схимы | Четырёхугольный плат с изображением креста, орудий Страстей и Адамовой головы. Носится на спине на шнурах.                                                                                             |
| Подризник, подсаккосник                                   |             | Священники, епископы | Длинная одежда с узкими рукавами из тонкой белой материи (обычно из шёлка), рукава со шнурками на концах, которыми они затягиваются на запястьях. Носится вместо стихаря. На рукава надеваются поручи. |
| Подрясник                                                 |             | Всё духовенство | Длинное с узкими рукавами и застёгнутым воротом одеяние. |
| Полиставрион, полиставрий, крестчатая риза, крещатая риза |             | Епископы | Верхняя одежда. Отменён в 1705 году указом царя Петра I. |
| Поручи, нарукавники, эпиманикия                           |             | Диаконы, священники, епископы | Узкие нарукавники, надеваемые на рукава подрясника или подризника. Широкие полосы из плотной материи с изображением креста посередине.                                                                 |
| Пояс                                                      |             | Священники, епископы | Надевается поверх подризника и епитрахили |
| Ряса                                                      |             | Диаконы, монахи, священники, епископы | Верхнее (небогослужебное) одеяние, длинная до пят одежда, просторная, с широкими рукавами, тёмного цвета.                                                                                              |
| Саккос                                                    |             | | Просторная одежда (обычно расстёгивающаяся по бокам) с короткими широкими рукавами и вырезом для головы.                                                                                               |
| Скрижали, поматы                                          |             | Архиереи | Нашиваемые на мантию спереди вверху и внизу прямоугольники из материи красного или зелёного цвета. |
| Скуфья                                                    |             | Все духовенство | Небольшая островерхая чёрная складывающаяся шапочка, повседневный головной убор |
| Стихарь                                                   |             | Диаконы, иподиаконы, панамари, | Длиннополое одеяние без разрезов с широкими рукавами и с отверстием для головы. |
| Сулок, сурок                                              |             | Архиереи | Два платка, вложенные один в другой и привязанные к посоху у верха. |
| Схима                                                     |             | Монахи | Совокупность монашеских одеяний |
| Фелонь, риза                                              |             | Священно служители, эпископы | Длинная, широкая одежда без рукавов с отверстием для головы и с большим вырезом спереди |
| Четки, вервица                                            |             | Монахи. Допускается ношение любым христианином | Верёвочная петля с последованно завязанными узелками и нанизанными бусинками |
|                                                           |             | | |

## Цвета облачений
Богослужебные облачения бывают семи разных цветов в зависимости от празднования, совершаемого в данный день. Сложивщийся канон цветов богослужебных облачений РПЦ состоит из:
1. белого цвета, символизирующего божественный нетварный свет. Белые облачения надеваются на Пасху и на некоторых других господских праздниках, а также на погребения, крещения, соборования и другие требы,
2. чёрного цвета → символизирует отсутствие или недостаток света, небытие, смерть, траур, а также отречение от мирской суеты, покаяние, плач о своих грехах, смирение. Распространился этот цвет в богослужении лишь в XVIII веке. В современной Русской православной церкви чёрный цвет облачений великопостных и официальный внебогослужебный у монахов и клириков (подрясники, рясы, скуфьи, чёрные сапоги и др.). В некоторых поместных православных церквах облачения чёрного цвета почти не используются,
3. красного цвета, обозначающего кровь Христа и мучеников за Него, а также праздничную красоту (устар. красный → красивый, игривый). В XX веке в Греции, а затем и в России, красный цвет облачений стал пасхальным — «Пасха красная», крашеные красные яйца. Однако в старину этого цвета избегали, считая, что красный цвет — символ ада, войны, бунта, разврата, и что красный цвет возбуждает греховные страсти. В дни памяти мучеников служили в облачениях багряного или бордового цвета,
4. фиолетового цвета → используются в воскресные дни Великого поста и, так же как облачения бордового цвета, — в дни воспоминания страданий Христа и мучеников,
5. жёлтого цвета (золотистого цвета) → символа солнца — используются в дни памяти пророков, праведников, апостолов, святителей, а также в будние дни. Облачениями золотистого цвета часто заменяются облачения белого цвета и при необходимости — любого другого. Поэтому облачения жёлто-золотистых оттенков самые часто употребимые,
6. голубого цвета → символизируют чистоту неба — образ Пресвятой Богородицы, используются на многих богородичных праздниках,
7. зелёного цвета — символ жизни, используются в день Сошествия Святого Духа на апостолов (День Живоначальной Троицы), на Вход Господень в Иерусалим и в дни памяти преподобных отшельников.